# Weinglas

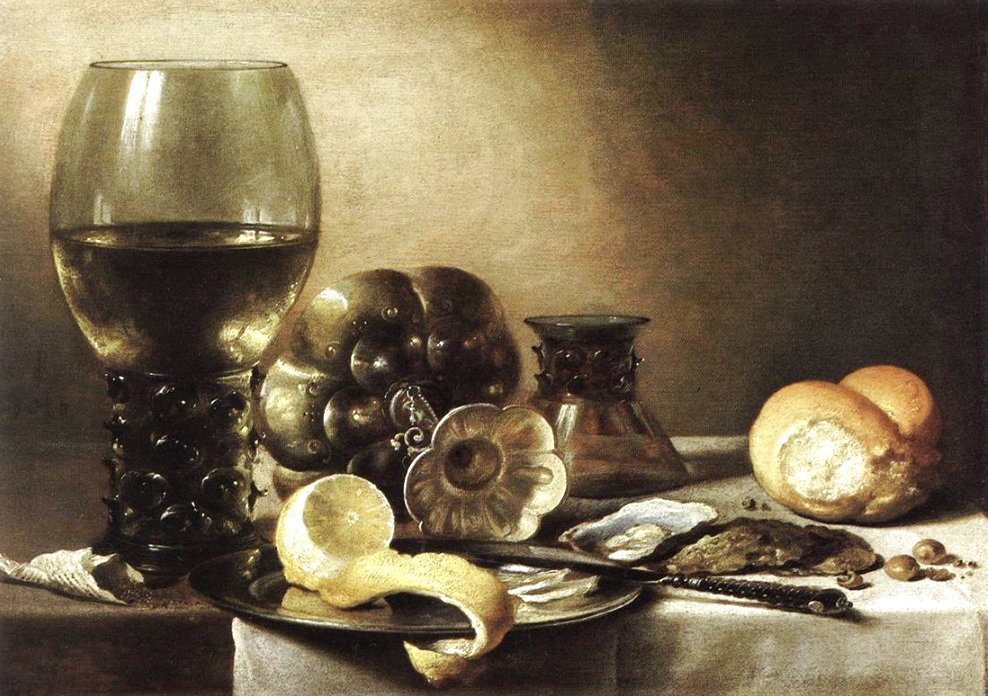
Stillleben mit Weinrömer; Pieter Claesz, 1633

Ein Weinglas ist ein spezielles Trinkgefäß aus Glas, das nur für Wein verwendet wird.
Frühe Trinkgefäße, die häufig nur einem bestimmten Zweck dienten, sind zum Beispiel aus dem Alten Ägypten für die Zeit zwischen 2660 und 2160 v. Chr. überliefert. Bei den Weingläsern waren Form und Ausgestaltung durch die Jahrhunderte bestimmt von den Möglichkeiten der Glaserzeugung, der Tradition und dem Zeitgeschmack, sowie ab dem 18. Jahrhundert von der verfeinerten Tafelkultur. Erst Anfang des 20. Jahrhunderts rückten Fragen zur Physiologie des Weintrinkens in den Vordergrund, verbunden mit den Formen der Gläser.

## Tafelkultur im 18./19. Jahrhundert

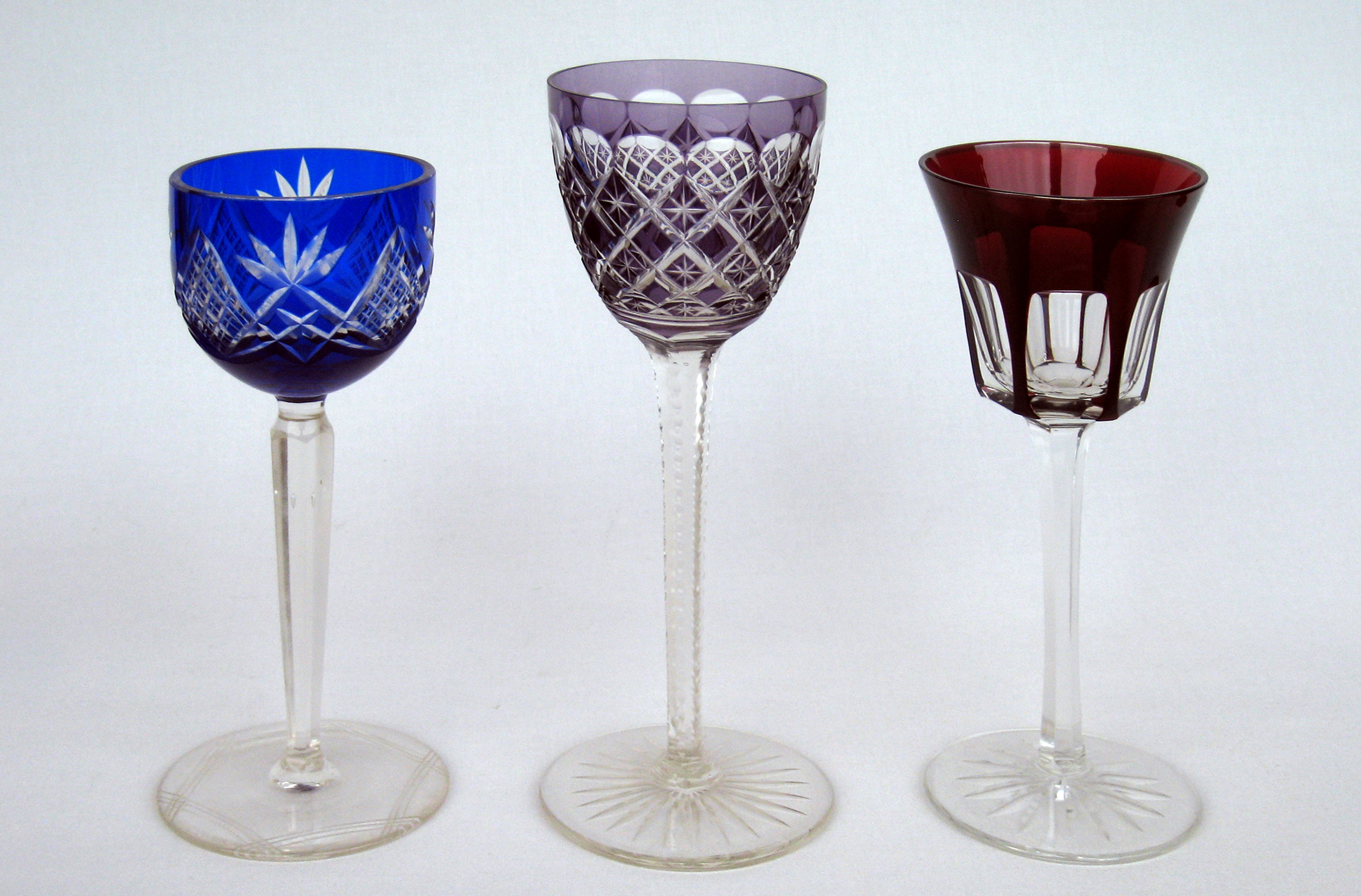
Geschliffene Weingläser, 19./20. Jahrhundert

Mit den wachsenden Ansprüchen der sich im 18. Jahrhundert entwickelnden Tafelkultur kam auch der dekorativen Ausgestaltung von Weingläsern immer größere Bedeutung zu. Das daraus abgeleitete Schmuckbedürfnis breiter Bevölkerungsschichten hielt bis in die Mitte der 1920er Jahre an und schlug sich in einem großen Angebot von Tafelgarnituren und Einzelservicen für bestimmte Getränke nieder. Weingläser wurden kunstvoll bemalt, geschliffen, graviert, geätzt und vergoldet. Mit dem Art déco setzten sich dann auch die seit der Jahrhundertwende diskutierten Zweckformen endgültig durch, und Dekore wurden nicht mehr verwendet.

## Glasdesign im 20. und 21. Jahrhundert

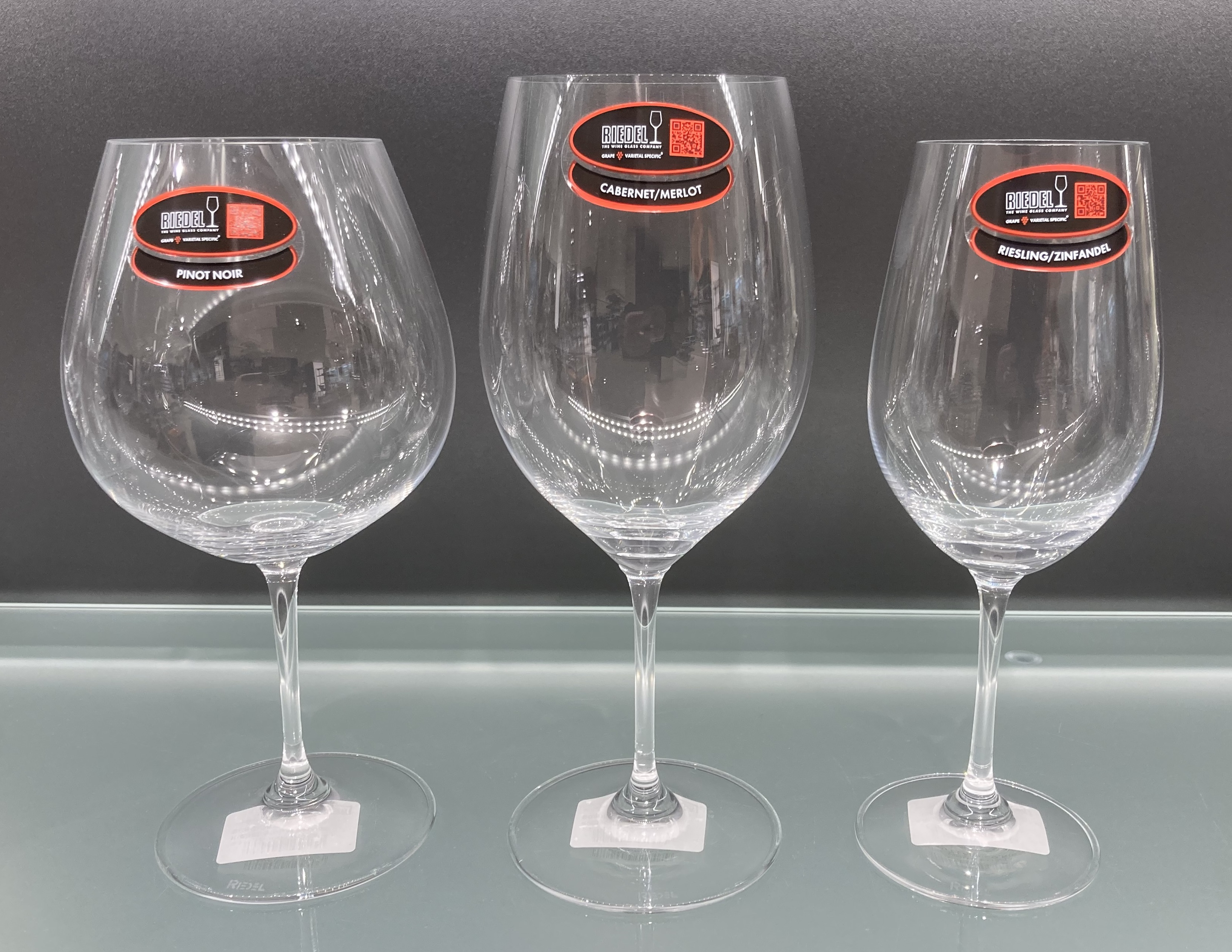
Weingläser von Riedel (Burgunder, Cabernet/Merlot, Riesling/Zinfandel)

Ein Weinglas besteht aus dem Kelch (Kuppa), also dem oberen Teil, in den der Wein eingefüllt wird, aus dem Stiel und aus einem Fuß zum Abstellen. Ein langer Stiel verhindert, dass sich der Wein durch die Hand erwärmt. Die Form des Kelches hat nach den Erfahrungen aus der Weinverkostung Einfluss darauf, welche Geschmacksnerven der Wein verstärkt anspricht und ob damit das Geschmacksempfinden mehr von der Säure, vom Fruchtschmelz oder von der Süße beeinflusst wird.
Einer der ersten, die sich mit den Fragen nach der Funktion des Glases, nach dem Zusammenspiel von Glas und Eigenart des Weines beschäftigten, war der österreichische Unternehmer und Glasdesigner Claus Josef Riedel (1925–2004). Die heutigen gestalterischen Prinzipien des Glasdesigns basieren weitgehend auf seinen Überlegungen und Entwürfen. So soll die Form des Glases etwa den Charakter des Weines widerspiegeln und die Voraussetzung für die sichere Beurteilung von Farbe und Reinheit des Weines schaffen. Die Firma Riedel Glas gilt heutzutage als Weltmarktführer im Bereich hochwertiger Weingläser. Zur Firmengruppe gehören die Marken Riedel, Nachtmann und Spiegelau. Die beiden letztgenannten werden von der Muttergesellschaft Bayerische Glaswerke geführt. Im Januar 2024 verlieh der Verein Aktion Plagiarius den Bayerischen Glaswerken den Negativpreis „Plagiarius 2024“. Der Verein weist damit darauf hin, dass die Gläser der Spiegelau-Serie Definition den Zalto-Denk’Art-Gläsern zum Verwechseln ähnlich sehen.

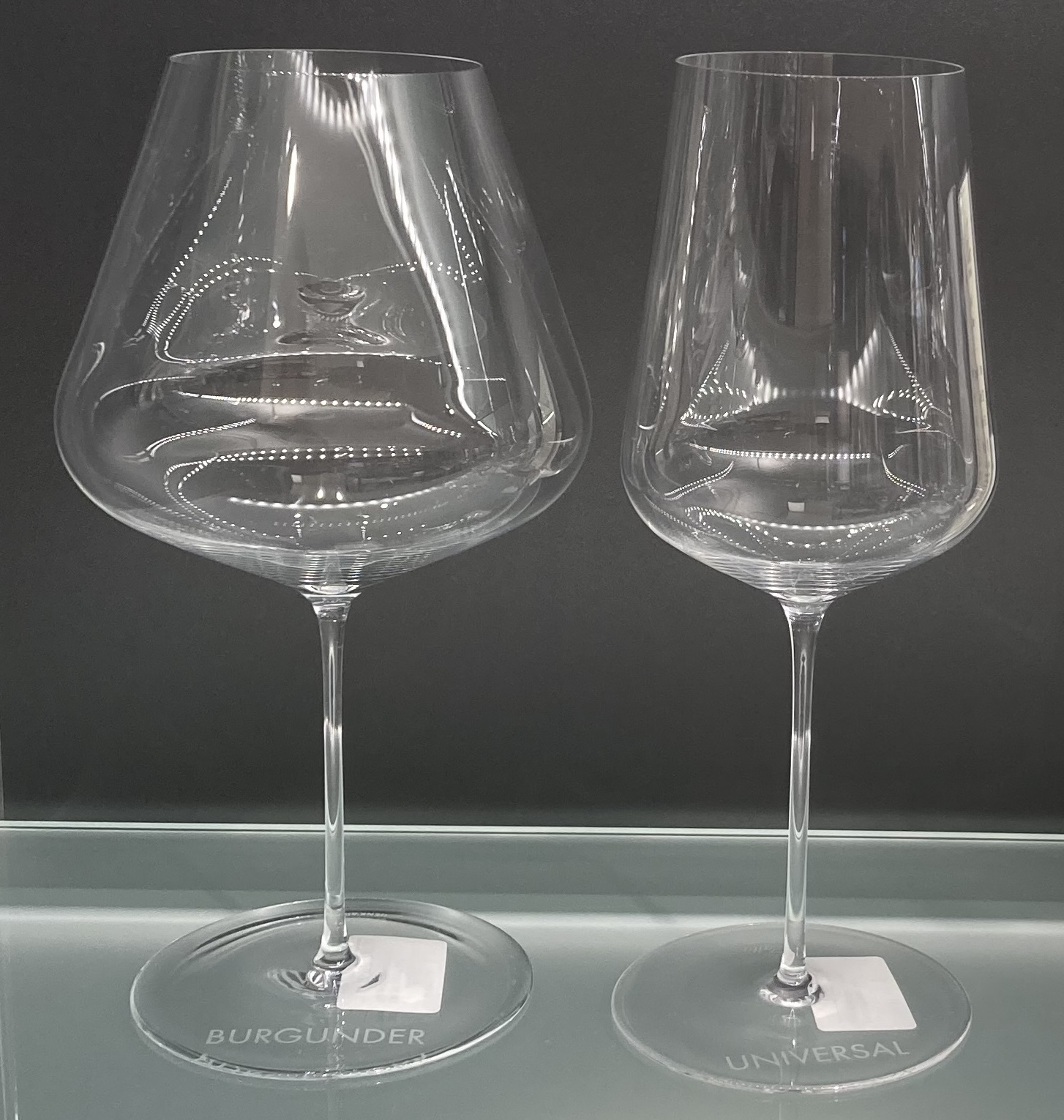
Weingläser von Zalto (Burgunder, Universal)

Der in Österreich als „Weinpfarrer“ bekannte Hans Denk konzipierte in Kooperation mit der Waldviertler Glashütte Zalto eine 2004 der Öffentlichkeit präsentierte Glasserie, die der damals gängigen Tulpenform widersprach. Denk setzte bei der gemeinsamen Entwicklung mit namhaften Winzern auf gerade Seitenwände und einen vergleichsweise großen Kelch. Dadurch soll der Wein optimal belüftet werden und sich die Aromen im Glas sammeln. Das „Wall Street Journal“ zählte die Denk'Art Gläser im Jahr 2016 zu den sechs Designstücken, die nicht mehr zu verbessern seien.

## Gläser für Degustation und professionelle Verkostung

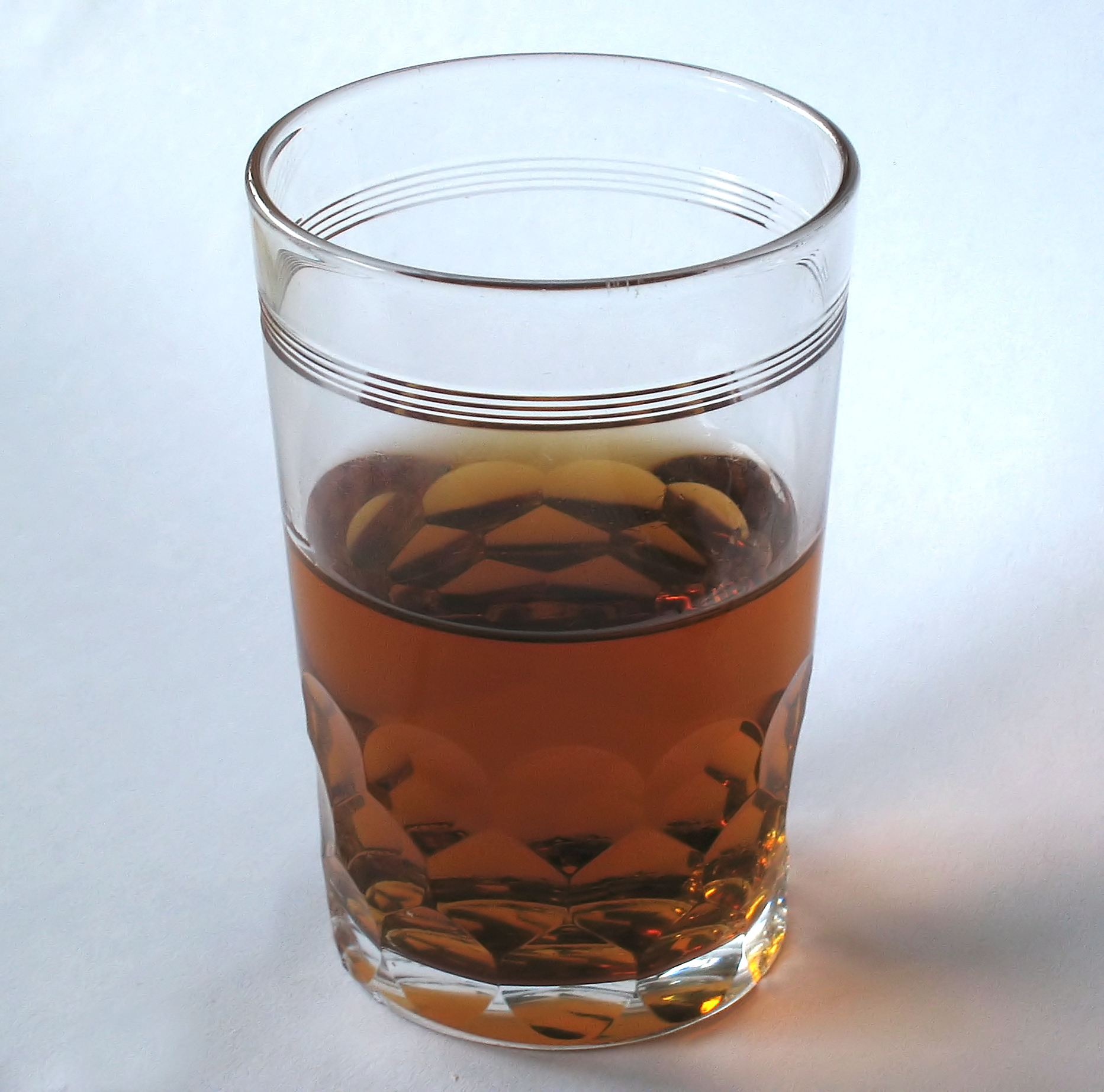
Alter französischer Probierbecher 0,1 l

Eine besondere Stellung unter den Gläsern nehmen die Probengläser ein. Diese farblosen, nach ISO 3591 genormten Wein-Degustationsgläser erinnern an kleine Weißweingläser oder an Sherrygläser. Nach wie vor sieht man aber auch noch die kleinen „Weinprobierbecher“ mit aufgedruckten Motiven; sie sind beliebtes Souvenir und Sammelobjekt. Bei Füllmengen von 0,1 bzw. 0,05 Litern reicht eine Normalflasche (0,7 oder 0,75 Liter) für sieben oder aber 15 gleich große Probenportionen.
Spezielle Weingläser gibt es auch für die Verkostung, also der Bewertung der charakteristischen Merkmale eines Weines wie z. B. Klarheit, Farbe, Viskosität, Geruch, Geschmack, Säure, Körper, Aroma, Bukett und Alter. Das berühmteste unter den dafür verwendeten Gläsern ist französischen Ursprungs und trägt den Namen l'Impitoyable, das Unbestechliche. Der Kelch dieses Glases ist eng geschlossen und spitz fokussiert, was die Geruchsstoffe des Weines gezielt in die Nase führt. So kann der Fachmann auch kleinste Weinfehler erkennen.

## Umgang mit Wein und Gläsern
Weingläser sollten maximal bis zur breitesten Stelle gefüllt werden. Das stellt sicher, dass sich der Duft des Weins am besten entfalten kann und im sogenannten Kamin des Glases konzentriert bleibt. Deshalb ist es ratsam, sich zum Beispiel in Gaststätten den Wein in einem Krug oder besser noch in einer Karaffe servieren zu lassen. Das Bouquet kann sich nur in einem Glas entfalten, in dem genug Luftraum über dem Weinpegel vorhanden ist.
Ein Weinglas sollte nicht am Bauch, sondern nur am Stiel angefasst werden, damit sich die Temperatur des Weines nicht durch die Handwärme erhöht. Die Gläser sollten in etwa die Temperatur haben, die auch für den Wein richtig ist, also 8 bis 10 °C für Weißwein, und 15 bis 17 °C für Rotwein. Die Wandung sollte gerade so dick sein, dass abweichende Temperaturen des Weinglases keinen merklichen Einfluss auf den Wein haben. Andernfalls wird der Wein entweder zu warm, oder das Glas beschlägt, so dass die optische Beurteilungsmöglichkeit darunter leidet.
Auch dem Glasrand wird ein gewisser Einfluss auf das Geschmackserlebnis zugemessen; er sollte dünn und perfekt geschliffen sein, also nicht zu dick oder gerundet (Rollrand). Der optimale Rand sorgt dafür, dass der Wein die Oberfläche der Zunge schnell und gleichmäßig benetzt. Außerdem hilft er, den Wein in möglichst kleinen Schlucken zu dosieren.
Bei der Beurteilung des Inhalts wird das Glas geschwenkt, also mit leicht kreisenden Bewegungen um die Vertikale in Bewegung versetzt, um den Wein die freie Innenfläche des Kelches benetzen zu lassen. An dieser ablüftenden Glasfläche entsteht dann der Geruchseindruck, den die Nase aufnimmt. Ein zu volles Glas hat zu wenig von dieser freien Glasfläche, was den „Naseneindruck“ verfälscht.
Beim Trinken von Schaumweinen sollte man auf die häufig verwendeten flachen Schalen verzichten, weil die Kohlensäure wegen der großen Flüssigkeitsoberfläche zu schnell entweicht. Ein anderer, häufig vernachlässigter Aspekt ist in diesem Zusammenhang die gezielte Perlage. Dazu wird bei Sekt- und Champagnergläsern in der Produktion bewusst ein kleiner Fehler, der sogenannte Moussierpunkt, an der Innenseite erzeugt. An dem angegossenen Punkt oder einer angeschliffenen Stelle abseits der Mittelachse setzen sich die Kohlensäure-Bläschen ab und steigen als Schnur aus feinen Bläschen auf.

## Herstellung
Weingläser werden heutzutage zumeist maschinell hergestellt.
In Blasformmaschinen wird ein endverschlossenes, bis zur Formungstemperatur erhitztes Glasrohr in eine teilbare Form geführt und die Form mittels Pressluft-Druck am kalten Rohrende von innen ausgefüllt, aufgeblasen. Die Wandstärke verringert sich hierbei mit zunehmendem Durchmesser, denn das Volumen bzw. die Masse an Glasschmelze ist konstant. Die Form teilt sich, das heiße, maschinengeblasene Glas wird entnommen. Der verbleibende Oberballon wird durch Einritzen ringsum angebrochen und abgeschlagen. Der vom Abschlagen scharfe Rand wird umgeschmolzen und so entgratet.
Diese maschinelle Herstellungstechnik ist zuallermeist an ihren Längsnähten entlang des Stieles und des Fußes erkennbar; meist nur im Kelchbereich bzw. Sichtbereich wird die Wanddicke der Naht durch eine Nachschmelze vergleichmäßigt.
Handwerklich wird ein Weinglas ebenso per Druck und Blasen hergestellt, jedoch von einem Glasbläser an der sogenannten Glasmacherpfeife. Ohne eine Form für die Außenkontur obliegt es dem Geschick und der Erfahrung des Glasbläsers, über eine gezielte Erhitzung und den Druckaufbau per Mund den Kelch zu formen. Diese Herstellungstechnik des Mund-Blasens ist wesentlich aufwändiger und erzeugt mehr Ausschuss. Daher sind mundgeblasene Gläser wesentlich teurer. Ebenso spielen die Material-Einsatzkosten eine große Rolle: Die üblichen Bleikristall-Gläser sind bereits zur Materialgewinnung erheblich aufwändiger.
Weingläser werden von vielen Firmen hergestellt. Die Preisspanne reicht von wenigen Cent bis zu über 150,- Euro für ein Sommelier-Weinglas als Einzelanfertigung.
Siehe auch: Glas-Herstellung.